# Gun Control Act
Il Gun Control Act del 1968 (in acronimo GCA68) è una legge federale statunitense che regolamenta la politica delle armi negli Stati Uniti.
Ha abolito il precedente Federal Firearms Act del 1938, anche se molte delle disposizioni di quest'ultimo sono state conservate. I principali promotori della legge sono stati il presidente Lyndon B. Johnson ed il senatore Thomas J. Dodd.

## Contesto storico
La legge fa parte del Great Society Reform Program ossia del programma elettorale di Lyndon Johnson annunciato in occasione delle elezioni presidenziali negli Stati Uniti d'America del 1964. Venne approvato dal Congresso degli Stati Uniti il 22 ottobre 1968, soprattutto a causa dell'assassinio del presidente John F. Kennedy, Robert F. Kennedy, e Martin Luther King Jr. Il vicepresidente esecutivo della N.R.A., Franklin L. Orth, ha testimoniato davanti al Congresso:
(Franklin L. Orth)

## Contenuto
A causa delle previsioni costituzionali di cui al II emendamento della Costituzione degli Stati Uniti d'America, la legge consiste essenzialmente sul divieto della vendita privata di armi da fuoco al livello interstatale, ad eccezione di produttori, commercianti e importatori autorizzati nell'ambito di uno schema istituito ai sensi della legge. Essa proibisce, inoltre, alla maggior parte dei pregiudicati, dei tossicodipendenti e o sofferenti di patologie psichiatriche, di acquistare armi da fuoco.